# Pterophanes cyanopterus
Il colibrì ali di zaffiro, alazaffiro o colibrì di zaffiro (Pterophanes cyanopterus (Fraser, 1840)) è un uccello della famiglia Trochilidae. È l'unica specie nota del genere Pterophanes.

## Descrizione
È un colibrì di taglia medio-grande, lungo  19-20 cm, con un peso di 9-11 g.

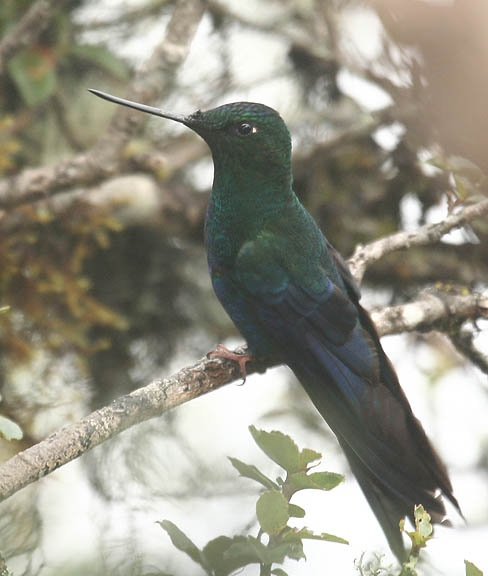
Maschio
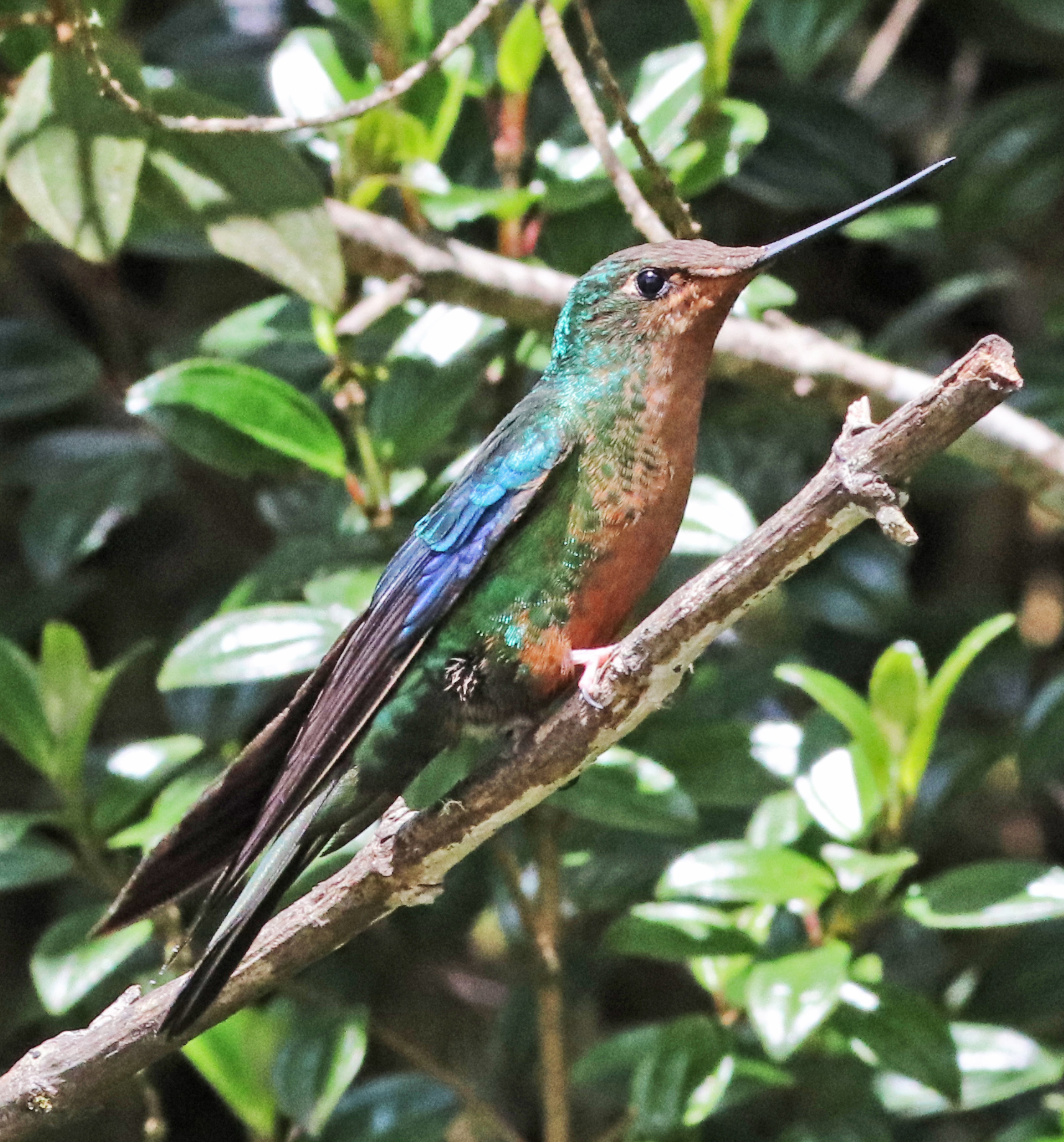
Femmina

## Biologia
È una specie nettarivora.

## Distribuzione e habitat
La specie è diffusa sui rilievi andini di Bolivia, Colombia, Ecuador e Perù, ad altitudini comprese tra 2.600 e 3.700 m.

## Tassonomia
Sono note 3 sottospecie:
- Pterophanes cyanopterus cyanopterus Fraser, 1840[4]
- Pterophanes cyanopterus caeruleus Zimmer, JT, 1951[5]
- Pterophanes cyanopterus peruvianus Boucard, 1895[6]